# タイヨウ
タイヨウは、日本の競走馬。第8回宝塚記念優勝馬。

## 略歴

### 現役時代
関東の尾形藤吉厩舎に所属して1966年2月にデビューした。この年は12戦4勝で、重賞での勝利は挙げられなかった。
1967年に関西の武田文吾厩舎に移籍した。不良馬場で行われた第8回宝塚記念では、荒れた馬場の内側を進み、2着に3馬身半の差をつけて勝利した。この年から宝塚記念の開催地と施行距離が阪神競馬場の芝2200メートルに変更されたため、勝ち時計の2分19秒4はレースレコードとなった（ただし翌年にレコードは更新されている）。また、タイヨウに騎乗していた騎手の内藤繁春は史上初の宝塚記念連覇を達成している。
次に出走した中京大賞典にも勝利して重賞2勝目を飾った。以後は一度も勝てなかったものの、1968年の天皇賞（春）で2着に入るなど、重賞競走でもたびたび上位に入賞している。1969年1月の中日新聞杯（3着）を最後に引退した。

### 引退後
引退後は種牡馬となった。血統登録された産駒は28頭（アングロアラブ1頭を含む）だけで、中央競馬で活躍する産駒は現れなかった。

## 特徴
良馬場での成績も悪くはないが、重馬場や不良馬場ではさらに良い成績を残した。出走した36戦中14戦で騎手を務めた内藤繁春は「脚元に不安を抱えており、固めの良馬場では本領を発揮できなかった」と述べている。

## 血統表
| タイヨウの血統（ロックフェラ系 / Solario 3x4=18.75%、 Gainsborough 4x4x5=15.63%） | タイヨウの血統（ロックフェラ系 / Solario 3x4=18.75%、 Gainsborough 4x4x5=15.63%） | タイヨウの血統（ロックフェラ系 / Solario 3x4=18.75%、 Gainsborough 4x4x5=15.63%） | （血統表の出典）   | （血統表の出典） |
| 父 *ゲイタイム Gay Time 1949 栗毛 イギリス                                        | 父の父Rockefella 1941 青鹿毛 イギリス                                             | Hyperion                                                                          | Gainsborough       | Gainsborough     |
| 父 *ゲイタイム Gay Time 1949 栗毛 イギリス                                        | 父の父Rockefella 1941 青鹿毛 イギリス                                             | Hyperion                                                                          | Selene             |                  |
| 父 *ゲイタイム Gay Time 1949 栗毛 イギリス                                        | 父の父Rockefella 1941 青鹿毛 イギリス                                             | Rockfel                                                                           | Felstead           | Felstead         |
| 父 *ゲイタイム Gay Time 1949 栗毛 イギリス                                        | 父の父Rockefella 1941 青鹿毛 イギリス                                             | Rockfel                                                                           | Rockliffe          |                  |
| 父 *ゲイタイム Gay Time 1949 栗毛 イギリス                                        | 父の母Daring Miss 1939 栗毛 イギリス                                              | Felicitation                                                                      | Colorado           | Colorado         |
| 父 *ゲイタイム Gay Time 1949 栗毛 イギリス                                        | 父の母Daring Miss 1939 栗毛 イギリス                                              | Felicitation                                                                      | Felicita           |                  |
| 父 *ゲイタイム Gay Time 1949 栗毛 イギリス                                        | 父の母Daring Miss 1939 栗毛 イギリス                                              | Venturesome                                                                       | Solario            | Solario          |
| 父 *ゲイタイム Gay Time 1949 栗毛 イギリス                                        | 父の母Daring Miss 1939 栗毛 イギリス                                              | Venturesome                                                                       | Orlass             |                  |
| 母 *ミストラクル Miss Truckle 1948 黒鹿毛 イギリス                                | 母の父Shahpoor 1939 鹿毛 イギリス                                                 | Solario                                                                           | Gainsborough       | Gainsborough     |
| 母 *ミストラクル Miss Truckle 1948 黒鹿毛 イギリス                                | 母の父Shahpoor 1939 鹿毛 イギリス                                                 | Solario                                                                           | Sun Worship        |                  |
| 母 *ミストラクル Miss Truckle 1948 黒鹿毛 イギリス                                | 母の父Shahpoor 1939 鹿毛 イギリス                                                 | Teresina                                                                          | Tracery            | Tracery          |
| 母 *ミストラクル Miss Truckle 1948 黒鹿毛 イギリス                                | 母の父Shahpoor 1939 鹿毛 イギリス                                                 | Teresina                                                                          | Blue Tit           |                  |
| 母 *ミストラクル Miss Truckle 1948 黒鹿毛 イギリス                                | 母の母Truckle 1934 青鹿毛 イギリス                                                | Truculent                                                                         | Teddy              | Teddy            |
| 母 *ミストラクル Miss Truckle 1948 黒鹿毛 イギリス                                | 母の母Truckle 1934 青鹿毛 イギリス                                                | Truculent                                                                         | Saucy Sue          |                  |
| 母 *ミストラクル Miss Truckle 1948 黒鹿毛 イギリス                                | 母の母Truckle 1934 青鹿毛 イギリス                                                | Shepherdess                                                                       | Gentle Shepherd    | Gentle Shepherd  |
| 母 *ミストラクル Miss Truckle 1948 黒鹿毛 イギリス                                | 母の母Truckle 1934 青鹿毛 イギリス                                                | Shepherdess                                                                       | Estrella F-No.10-a |                  |